# Лазный
Лазный — посёлок в Болховском районе Орловской области. Входит в состав Багриновского сельского поселения.
Расположено примерно в 5 км к юго-западу от большого села Фатнево.

## Великая Отечественная война
На восточной окраине посёлка расположена братская могила 20 неизвестных солдат, погибших в боях за родину в 1943 году.